# Lusiwishi
Der Lusiwishi ist ein rechter Nebenfluss des Kafue in der Provinz Copperbelt in Sambia.

## Verlauf
Er entspringt auf halbem Wege zwischen Chingola und Solwezi in einem Waldgebiet. Er ist etwa 200 Kilometer lang und fließt in seiner unteren Hälfte durch ausgedehnte Auen, die in die Lukangasümpfe übergehen. Sein Gebiet ist kaum erschlossen und nur dünn besiedelt.

## Hydrometrie
Die Abflussmenge des Lusiwishi wurde an der Mündung, zwischen 1963 und 1992 in m³/s gemessen.